# Локайцы
Локайцы или лакайцы — одна из многочисленных групп узбекского населения Таджикистана. Относились к одному из узбекских племён даштикипчакского происхождения.

## Происхождение
В настоящее время считается, что локайцы были одним из родов дашт-и-кипчакских узбеков, пришедших в южные районы современного Таджикистана, в начале XVI в. вместе с Шейбани-ханом. Этнографическое изучение локайцев, проведенное Б. Х. Кармышевой в 1945—50 гг. позволило установить, что они являются типичными представителями узбеков даштикипчакского происхождения. 
Этноним лакай не встречается среди монгольских, тюркских, узбекских и казахских племён XV—XVI вв. Названия лакай нет в «Сокровенном сказании» эпохи Чингисхана, а также оно не встречается у крупнейшего ильханидского историка Рашид ад-Дина. Не упоминают это название шейбанидские историки XVI века: Хафиз Таныш Бухари, Мухаммад Салих, Бинаи.
В 1830-х годах А. Борнс упоминает 32 узбекских племени, в числе которых были лакайцы. 
Локайцы являются одним из узбекских племён смешанного монгольского и тюркского происхождения. 
Существует мнение, что локайцы отделились от катаган. Хотя в их культуре, быте, физическом типе и говоре в начале XX в. еще ярко выступали черты, указывающие на родство с казахами, но всё же они, бесспорно, относились к одному из узбекских племён даштикипчакского происхождения. В их культуре преобладали черты, характерные для узбекского народа в целом. Все это свидетельствует о том, что локайцы за время жизни в Мавераннахре вобрали в свой состав немало местных этнических компонентов различного происхождения.
Локайцы почти не имели общих этнонимов с ранними узбекскими племенами Южного Таджикистана. Возможно это объясняется тем, что локайцы по сравнению с другими узбеками составились из несколько иной группы даштикипчакских племен, в частности из аргынов, которые почти не были представлены в составе других узбекских племён, как подметил еще И. П. Магидович. Больше всего сходных этнонимов у локайцев было с казахами, в частности, с племенами аргын, найман, керей, кипчак, входившими в Средней жуз. Совпадений локайских этнонимов с этнонимами племён Среднего жуза, в частности аргынов, фактически больше. Из всего сказанного становится очевидным, что значительная часть локайцев сложилась из тех же этнических компонентов, что и казахи Среднего и частично Младшего жузов. Имеется еще несколько других совпадений локайских этнонимов с этнонимами народов Южной Сибири.
По мнению Б. Х. Кармышевой, локайцы выделялись среди других узбеков близостью своей культуры к казахам. Эти наблюдения подтвердились антропологическими и диалектологическими исследованиями. Выяснилось, что среди потомков других узбекских групп даштикипчакского происхождения локайцы выделяются своей монголоидностью и в этом отношении близки к казахам, говор же их характеризуется значительно большей близостью к казахскому и каракалпакскому языкам, чем говоры остальных джокающих групп узбеков. Эти особенности возможно указывают на то, что локайцы переселились в Мавераннахр позже остальных узбекских племён. Предания самих локайцев, записанные Б. Х. Кармышевой в 1940-е годы, гласят, что первоначально они были одним из 16 подразделений узбекского племени катаган и жили в Балхе. При правителе Махмуд-хане (в конце XVII в.) они перебрались в Хисар. Доктор Лорд, член экспедиции А. Бёрнса, британский политический представитель в Северном Афганистане в 30-х годах XIX века, приводит генеалогию племени катаган, извлечённую им из письменных документов предположительно конца XVII — начала XVIII века. В ней локайцы указаны как одно из 16 подразделений (уруг) племени катаган, при этом отмечено, что они в числе 5 тыс. семейств живут в Кулябе и Сангтуда, местности на берегу Вахша по дороге из Курган-Тюбе в Дангару.

## Представления локайцев в устной традиции XX века
Согласно устным преданиям, локайцы свою родословную ведут от Кармыша, единокровного брата Чингисхана. При этом некоторые авторы, ссылаясь на предания локайцев об их происхождении от одного из чингисхановых военачальников по имени Локай, допускали возможность их прихода в Среднюю Азию в конце первой четверти XIII в., т. е. вместе с полчищами Чингисхана. Согласно другим версиям, локайцы родственны кунгратам (по М. С. Андрееву), аргынам, найманам. Антропологически локайцы представляют собой наиболее монголоидную этническую группу в составе узбеков. М. С. Андреевым со слов локайского бия в Кокташе были записаны сведения, согласно которым «кунграт, локай, катаган, дурмен считаются одной родоплеменной группой».

## Численность
Локайцы были третьим по численности узбекским племенем в Восточной Бухаре — в 1924 году их насчитывалось 25 400 человек. До революции их было больше, племя это особенно пострадало в период Басмачества, поскольку активно участвовало в этом антикоммунистическом движении. Локайцы — одна из самых воинственных в регионе этнических групп. Отряды Ибрагим-бека, воевавшие в южном Таджикистане против советской власти вплоть до его пленения и смерти в 1931 году, а некоторые (под командованием других курбашей) — вплоть до 1937 года, были укомплектованы именно локайцами. По данным переписи населения Таджикистана 2010 года численность лакайцев в стране составила 65 555 человек.

## Расселение
До начала XX века локайцы заселяли южные территории Таджикистана и Узбекистана (если рассматривать современные границы этих государств), а также север Афганистана. Локайцы составляли значительную часть жителей Хисарского и Бальджуанского бекств. Также южные склоны западной части Гиссарского хребта, входившие в территорию бекства, заселены локайцами. В Таджикистане локайцев много на юге страны.

## Список курбашей из лакаев
1. Ибрагим-бек, прозванный Наполеоном из Локая.
2. Эл-боши. Утеш-қизилбой-бодрохли-лақай.
3. Эшон-қул. Кичили-парча-бодрохли-лақай.
4. Нодир-галли. Юнус-парча-бодрохли-лақай.
5. Мулла-хожи. Тоғай бачча-малиш-оқсари-эсонхўжа-лақай.
6. Абийир Хожи. Туячи Лақай.
7. Майсара биби кунтув Лакай